# Lecythis schwackei
Lecythis schwackei é uma espécie de lenhosa da família Lecythidaceae.
Apenas pode ser encontrada no Brasil.
Está ameaçada por perda de habitat.